# Japan Open Tennis Championships 1975
Il Japan Open Tennis Championships 1975 è stato un torneo di tennis giocato sul cemento. È stata la 3ª edizione del Japan Open Tennis Championships, che fa parte del Commercial Union Assurance Grand Prix 1975. Il torneo si è giocato a Tokyo in Giappone, dal 2 all'8 novembre 1975.

## Campioni

### Singolare maschile
Raúl Ramírez ha battuto in finale  Manuel Orantes con il punteggio di 6–4, 7–5, 6–3

### Doppio maschile
Brian Gottfried /  Raúl Ramírez hanno battuto in finale  Juan Gisbert Sr. /  Manuel Orantes con il punteggio di 7–6, 6–4